# Lifan X50
Lifan X50 — компактный кроссовер, выпускающийся китайской компанией Lifan с 2014 года. В Китае продажи начались 31 октября 2014 года, в России — в июне 2015 года.
Автомобиль был анонсирован в 2013 году, впервые показан на автосалоне в Гуанчжоу.

## Технические характеристики
Автомобиль имеет один двигатель объёмом 1,5 литра. Коробок передач две: 5-ступенчатая механическая и вариатор. Привод — исключительно передний.
- Шины — 195 / 60 / R15
- Передняя подвеска — независимая, McPherson, пружинная
- Задняя подвеска — полунезависимая, пружинная
- Рулевое управление — электрический усилитель руля (ЭУР)
- Тормоза — дисковые (передние — вентилируемые)
- Вариатор RDC15FB CVT производства китайской компании Jianglu&Rongda (устанавливалось два варианта R0CF15A2, R0CF15A3 различия в гидроблоке и модуле управления)

В базовой комплектации X50 имеет системы безопасности Bosch, 2 подушки безопасности, кондиционер, ABS, электропривод всех стёкол и зеркал, аудиосистему и кожаную отделку салона. В более богатой комплектации — парктроник, камеру заднего вида, мультимедийную систему, ESP и ещё 4 подушки безопасности.

## Оценки
В целом у автомобиля хорошие оценки от автожурналистов: у автомобиля отмечают богатую комплектацию, комфорт и оптимальную цену, а также более выгодные характеристики, чем у конкурентов, за счёт чего он «выигрывает». В то же время отмечаются плохая динамика и управляемость, тесность, запахи в салоне и слабое качество сборки.

## Комментарии
1. ↑  Фактически — просто хетчбэк с высоким клиренсом'"`UNIQ--ref-00000003-QINU`"'